# NIC-71
La NIC-71  es una importante carretera nacional clasificada como troncal principal en Nicaragua. Esta vía comienza en el Este en la NIC-7 en La Gateada en el departamento de Chontales y culmina en la Calle Cabezas en Bluefields, Región Autónoma de la Costa Caribe Sur.

## Extensión
Con una extensión de 94,82 millas (152,6 km), la NIC-71 juega un rol clave en la conectividad y transporte de la región.